# 隈部以忠
隈部 以忠（くまべ いちゅう、1886年5月6日 - 1957年12月23日）は、日本の教育者。

## 人物・経歴
隈部忠記の長男として熊本県菊池郡隈府町（現・菊池市）に生まれる。1909年第五高等学校文科を経て、1913年東京帝国大学文科大学西洋史学科を卒業。
鹿児島県立志布志中学校校長、山梨県立日川中学校校長、山梨県立甲府中学校校長、1937年8月福岡県中学修猷館校長、1941年5月京都府立京都第一中学校校長を歴任する。1946年4月京都府立京都第一中学校校長を退任。
1947年4月、学制改革により新制甲南中学校が開校すると、その初代校長に就任。翌1948年4月、新制甲南高等学校が開校すると、その校長も兼務した。